# Primer tractat romanocartaginès
El primer tractat romanocartaginès fou un tractat d'amistat i assistència recíproca entre la República Romana i Cartago, les dues potències emergents del Mediterrani.No se sap amb certesa quan va ser segellat el pacte. Gràcies a altres escrits s'ha estimat que la data més plausible va ser l'any 508 o 507 abans de Crist. Tot el que se sap d'aquest tractat es basa, fonamentalment, en les anotacions que en feu Polibi.
Tot i que no es disposa del text del tractat, se sap que es van pactar, bàsicament, els següents punts: 
1. Els romans no podien salpar de la costa nord-africana del "Cap Bell" (algun punt al nord de la ciutat de Cartago, probablement Cap Farina). En cas de força major (com, per exemple, en cas d'una tempesta) es podia, no obstant això, i només a causa d'aquestes circumstàncies, desembarcar en aquestes terres. Posteriorment, havien d'abandonar aquestes terres tan aviat com fos possible.
2. Els mercaders romans només podien tancar pactes comercials en les zones d'influència cartaginesa del nord d'Àfrica i Sardenya en presència de funcionaris cartaginesos.
3. En la part cartaginesa de Sicília (l'oest de l'illa), els mercaders romans serien tractats de la mateixa manera que els mercaders cartaginesos.
4. Per als cartaginesos no hi havia cap mena de limitació de moviments en la zona d'influència romana, però els assalts dels cartaginesos a les ciutats romanes del Laci quedaven prohibits. També l'avenç dels cartaginesos en les ciutats independents del Laci quedava exclòs. Si, per alguna raó, Cartago havia de conquerir una ciutat independent del Laci, aquesta havia de ser entregada immediatament intacta als romans. Amb això s'aconseguí que les ciutats independents del Laci haguessin de mostrar una col·laboració estreta i rendible amb Roma. A més a més, ambdues ciutats d'oferirien defensa mútua en cas d'atac d'alguna de les altres potències del Mediterrani occidental.